# Nāḩiyat Markaz Qaḑā' al A‘zamīyah
Nāḩiyat Markaz Qaḑā' al A‘zamīyah (arabiska: ناحية مركز قضاء الاعظمية) är ett underdistrikt i Irak.   Det ligger i provinsen Bagdad, i den centrala delen av landet. Huvudstaden Bagdad ligger i Nāḩiyat Markaz Qaḑā' al A‘zamīyah.